# Všeň
Všeň (en allemand : Weschen) est une commune du district de Semily, dans la région de Liberec, en République tchèque. Sa population s'élevait à 609 habitants en 2021.

## Géographie
Semily se trouve à 17 km à l'ouest-sud-ouest de Semily, à 24 km au sud de Liberec et à 72 km au nord-est de Prague.
La commune est limitée par Příšovice et Přepeře au nord, par Modřišice et Olešnice à l'est, et par Žďár au sud et à l'ouest.

## Histoire
La première mention écrite de la localité date de 1318.

## Administration
La commune se compose de trois sections :
- Mokrý ;
- Ploukonice ;
- Všeň.

## Galerie

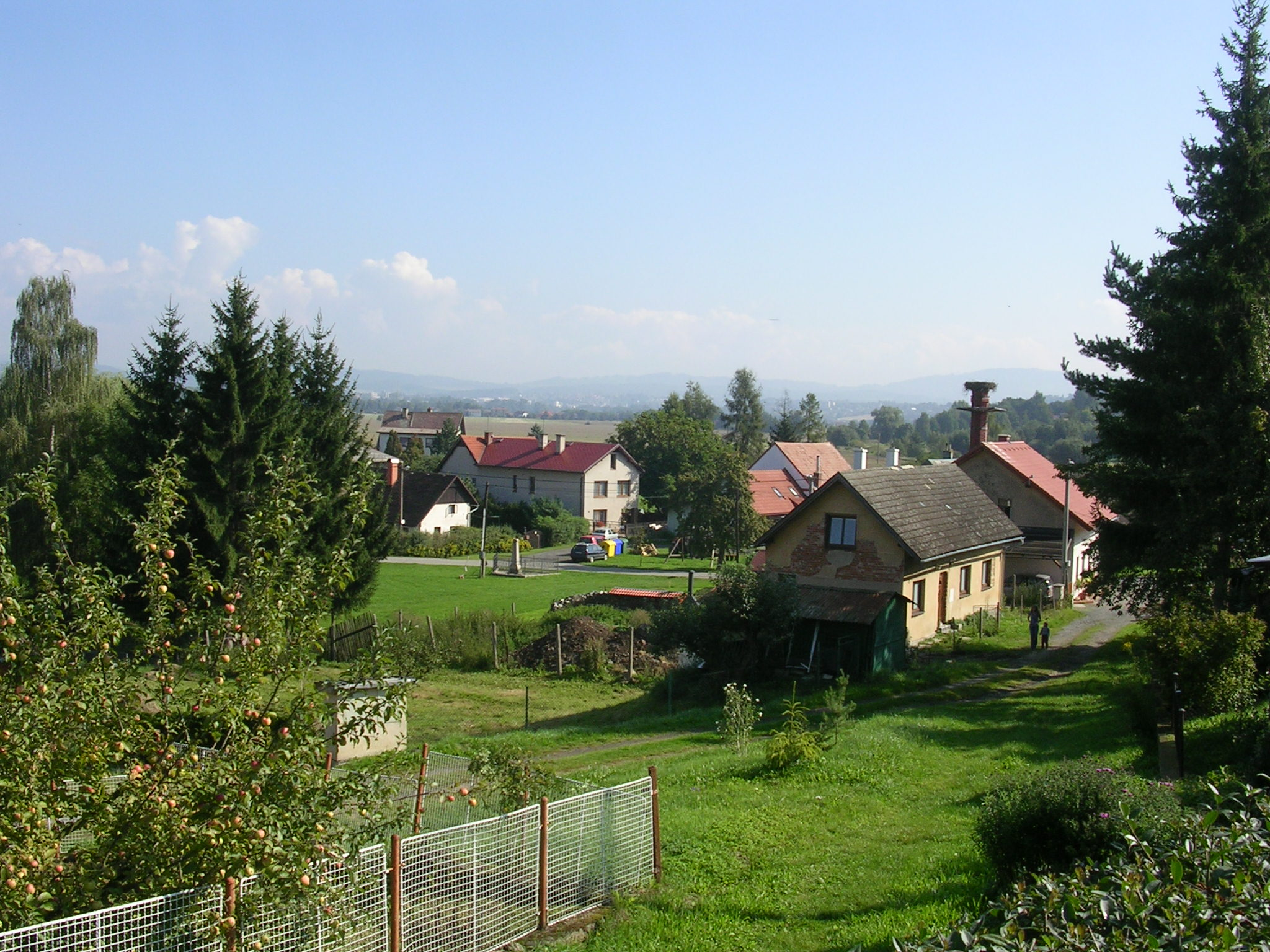
Hameau de Mokrý.
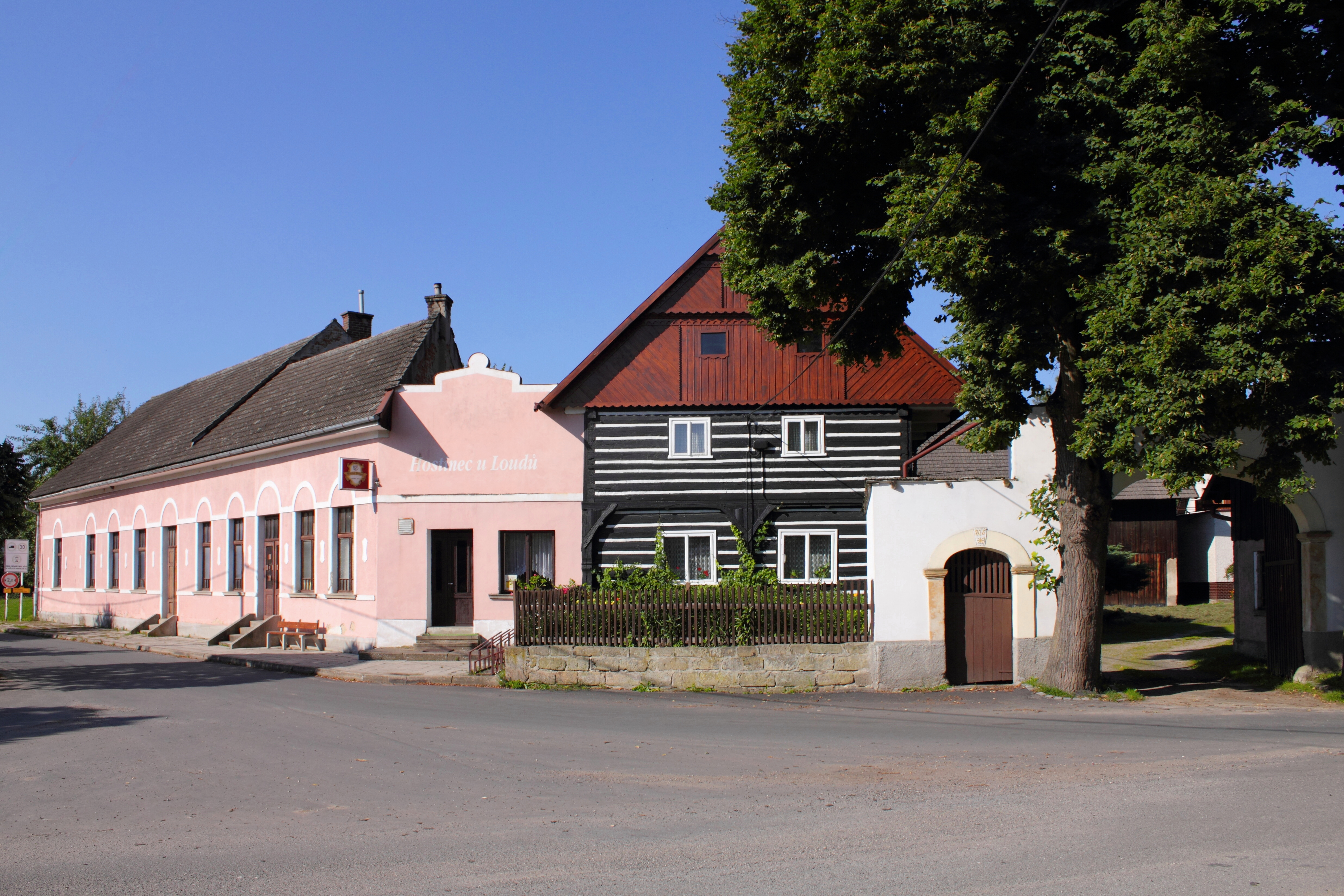
Ploukonice.

## Transports
Par la route, Všeň se trouve à 6 km de Turnov, à 23 km de Semily, à 30 km de Liberec et à 85 km de Prague.